# U Don’t Know Me (Like U Used To) – The Remix EP
A U Don’t Know Me (Like U Used To) – The Remix EP Brandy amerikai R&B-énekesnő remix EP-je. 1999-ben jelent meg, csak promóciós célból adták ki. A 9 számos EP-n a Never Say Never album néhány számának remixváltozatai hallhatóak Da Brat, Mase, Fat Joe, Big Pun, Darkchild, DJ Premier és más előadók és producerek közreműködésével. Slágerlistás helyezések szempontjából gyakran maxi kislemezként kezelik, így az egyes dalok legfelső helyezései ugyanazok, mint a dalok kislemezváltozatáéi. Gyors tempójú számai kisebb sikert arattak, az amerikai Billboard Hot 100-on a 79., Kanadában az 50., az Egyesült Királyságban a 25. helyig jutottak.

## Kislemezek
- Top of the World (Darkchild Remix) (Európa) (1998 augusztus)
- Almost Doesn’t Count (DJ Premier Mix) (1999 május)
- U Don’t Know Me (Like U Used To) (Darkchild Remix) (USA) (1999 augusztus)

## Számlista
| #  | Cím                                                                        | Hossz |
| -- | -------------------------------------------------------------------------- | ----- |
| 1. | U Don’t Know Me (Like U Used To) (Radio Remix Edit)                        | 4:00  |
| 2. | Almost Doesn’t Count (DJ Premier Mix)                                      | 3:45  |
| 3. | Top of the World (Darkchild Mix) (feat. Fat Joe & Big Pun)                 | 5:15  |
| 4. | U Don’t Know Me (Like U Used To) (Darkchild Mix) (feat. Da Brat & Shaunta) | 6:15  |
| 5. | Almost Doesn’t Count (All or Nothing) (Pull Mix)                           | 4:37  |
| 6. | U Don’t Know Me (Like U Used To) (Darkchild Instrumental)                  | 4:03  |
| 7. | Almost Doesn’t Count (DJ Premier Mix Instrumental)                         | 3:45  |
| 8. | All or Nothing (Pull Mix Instrumental)                                     | 4:45  |
| 9. | Top of the World (Darkchild Instrumental)                                  | 5:15  |

## Közreműködők
- Brandy – ének, producer, gyártásvezető
- Albert Cabrera – vágás
- Da Brat – előadó
- Paris Davis – gyártásvezető
- DJ Premier – remixelés
- Fat Joe – előadó
- Rodney Jerkins – producer, gyártásvezető, remixelés
- Craig Kallman – gyártásvezető
- Pull – remixelés
- Shaunta – előadó

## Helyezések
| Slágerlista (1998)                    | Legfelső helyezés |
| ------------------------------------- | ----------------- |
| USA Billboard Hot 100                 | 72                |
| USA Billboard Hot R&B/Hip-Hop Singles | 25                |
| Brit EP-slágerlista                   | 25                |
| Kanadai EP-slágerlista                | 50                |